# エヴゲーニー・ドルマトフスキー

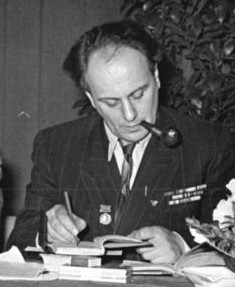
E.Dolmatovsky

エヴゲーニー・アロノヴィチ・ドルマトフスキー（ロシア語: Евге́ний Аро́нович Долмато́вский、英語：Yevgeniy Aronovich Dolmatovsky、1915年5月5日 – 1994年9月10日）はロシアの詩人・作詞家。多くのポピュラー音楽の作詞をしていて、日本でも「シベリア大地の歌」、「エルベ河」など歌の作詞家として知られている。モスクワに生まれ、モスクワで亡くなっている。

## おもな作詞
- シベリア大地の歌 （ニコライ・クリュコフ作曲）- 1947

映画「シベリア物語」の主題歌。
- エルベ河 （原題：郷愁、ショスタコーヴィチ作曲・作品80） - 1948

映画「エルベ河の邂逅」の主題歌。 
- 森の歌 （ショスタコーヴィチ作曲・作品81） - 1949
  - ピオネールは木を植える [3]

- 祖国は聞いている （ショスタコーヴィチ作曲） - 1951 [4]

「声楽・言葉のない合唱・ピアノのためドルマトフスキーの詩にもとづく4つの歌」（作品86）のひとつである。ユーリイ・ガガーリンが人類初の宇宙飛行で口ずさんでいたことが、ロシアではよく知られている。
これらの歌は、日本でも歌声喫茶などでよく歌われた。